# Snipes (Computerspiel)
Snipes (auch SNIPES) ist ein von SuperSet Software adaptiertes und von Novell Inc. vertriebenes Actionspiel mit Textmodus-Grafik aus dem Jahr 1982. Wahrscheinlich wurde mit Snipes das erste Deathmatch-Spiel überhaupt gespielt.

## Hintergrund
SuperSet Software, die Entwicklergruppe von Snipes, wurde von den drei Freunden Drew Major, Dale Neibaur sowie Kyle Powell gegründet. 1983 stellte Raymond Noorda die SuperSet-Crew dann an, um ursprünglich ein CP/M sharing-System zu entwickeln, das CP/M-Hardware von Novell unterstützen sollte. Das Team, das davon überzeugt war, dass CP/M dem Untergang geweiht war, schrieb stattdessen ein erfolgreiches Filesharing-System für die neuen IBM-kompatiblen PCs.
Major erinnerte sich an ein sehr erfolgreiches Spiel auf Rechnern mit CTOS-Betriebssystem mit dem Titel "Rats of the maze", das sich mit hoher Geschwindigkeit spielen ließ, weil es mit font sets als Sprites arbeitete. Er und seine Kollegen übernahmen das gesamte Spiel und schrieben es auf die (schlichtere) ASCII-Character-Welt um. Gleichzeitig entwickelten sie den Multiplayer-Mode, um damit ihr neues PC-basierendes Netzwerk zu testen und Netzwerk- und Rechnerkapazitäten zu demonstrieren. Somit war Snipes die erste Netzwerk-Applikation für kommerzielle Rechner und damit auch der eigentliche Vorläufer von Multiplayerspielen wie Doom oder Quake.
Das Spiel trug so sehr zum Erfolg des neuen Netzwerkbetriebssystems bei, dass es später von Novell als Bestandteil von NetWare mitveröffentlicht wurde.

## Das Spiel
Der Spieler befindet und bewegt sich mit seiner Spielfigur in einem zweidimensionalen Labyrinth, das keine äußere Begrenzung hat. Es hat sowohl in der Waagrechten als auch in der Senkrechten die Eigenschaft eines Zylinders (d. h. man kommt bei Geradeauslauf irgendwann wieder am gleichen Ort raus). Das Labyrinth hat ca. die Größe von vier Monitorseiten waagrecht und drei senkrecht und wirkt damit im Spiel sehr groß. Ziel ist, je nach Modus bis zu zehn Generatoren, die im Labyrinth verteilt sind sowie die Snipes (Kurzform von „Snipers“) zu zerstören. Die Snipes sind die eigentlichen Gegner, dargestellt von den ASCII-„Gesichtern“ in Grün. Sie entspringen den Generatoren und verschießen Pfeile in alle Richtungen, auch diagonal. Die Höchstzahl der Snipes ist je nach Level vorgegeben, sie werden allerdings immer wieder neu produziert, solange es noch Generatoren gibt. Ist nur noch ein Generator übrig, wirft alleine dieser die Snipes bis zur Höchstzahl in hoher Folge aus und wird damit regelrecht von Snipes umgeben (sog. Nest). Dieser Effekt tritt auch schon vorher ein und verstärkt sich umso mehr, je mehr Generatoren der Spieler schon zerstören konnte, da sich die Neuproduktion der Snipes auf die verbliebenen Generatoren konzentriert. Je nach Modus prallen die Schüsse an den Wänden auch mehrmals ab, wodurch der Spieler durch geschickte Positionierung aus sicherer Entfernung seine Salven in Richtung Generatoren und Snipes schicken kann. Allerdings ist es mittels dieses Effekts auch möglich, die eigene Spielfigur über mehrere Banden zu treffen. In einem anderen Schwierigkeitsgrad werden die Wände „elektrisch“, man darf diese daher nicht berühren.
Das Spiel zeichnet sich durch die auf Geschwindigkeit optimierte Programmierung aus, in der auch auf damaligen PCs sehr schnelles und flüssiges Scrollen möglich war. Erreicht wurde dies durch die Verwendung von Text-Modus, ohne dass man diesen aber als solchen bewusst wahrnahm oder dieser störend wirkte. Die Steuerung ist für damalige Verhältnisse ambitioniert: Die Cursortasten ermöglichen Bewegungen in alle Richtungen und auch diagonal, während mit den Tasten W, A, D und X von der Bewegung unabhängig ebenfalls in alle Richtungen und auch diagonal geschossen werden kann. Hierbei können die Tasten auch dauerhaft gedrückt bleiben, ohne dass dadurch das bei damaligen Programmen und PCs häufige auftretende „Piepsen“ ausgelöst würde. Durch das Halten der Leertaste ist eine besonders schnelle Fortbewegung möglich, allerdings kann dann nicht gleichzeitig geschossen werden.

## Trivia
- Unter NetWare hieß das Spiel in der monochromen Variante Nsnipes, in der farbigen Version Ncsnipes. Nsnipes bzw. Ncsnipes war Bestandteil von NetWare in den Versionen 2.x und 3.x.
- Durch die hohe Vielfalt an Level-Möglichkeiten (insgesamt 234 Schwierigkeitsgrade) soll Snipes das Spiel mit den meisten Leveln sein.
- Es ist wahrscheinlich, dass Drew Major und Kyle Powell 1983 das weltweit erste Multiplayer-Deathmatch zusammen gespielt haben.